# سوریمو، آنگولا
سوریمو (به انگلیسی: Saurimo) شهری در استان لوندای جنوبی واقع در کشور آنگولا است که در سال ۲۰۰۹ میلادی ۷۸٬۴۱۷ نفر جمعیت داشته است.